# Astilbe microphylla
Astilbe microphylla Knoll är en flerårig ört. 

## Beskrivning
EPPO Code: ATLMI.[förklaring behövs]

## Underarter
- Astilbe microphylla riparia.[2]
- Astilbe microphylla var. riparia Hatus.

## Hybrider
- Astilbe × amabilis H.Hara, 1976
- Astilbe × crispa (Arends) Bergmans, 1924
- Astilbe × photeinophylla Koidz., 1936

## Bild

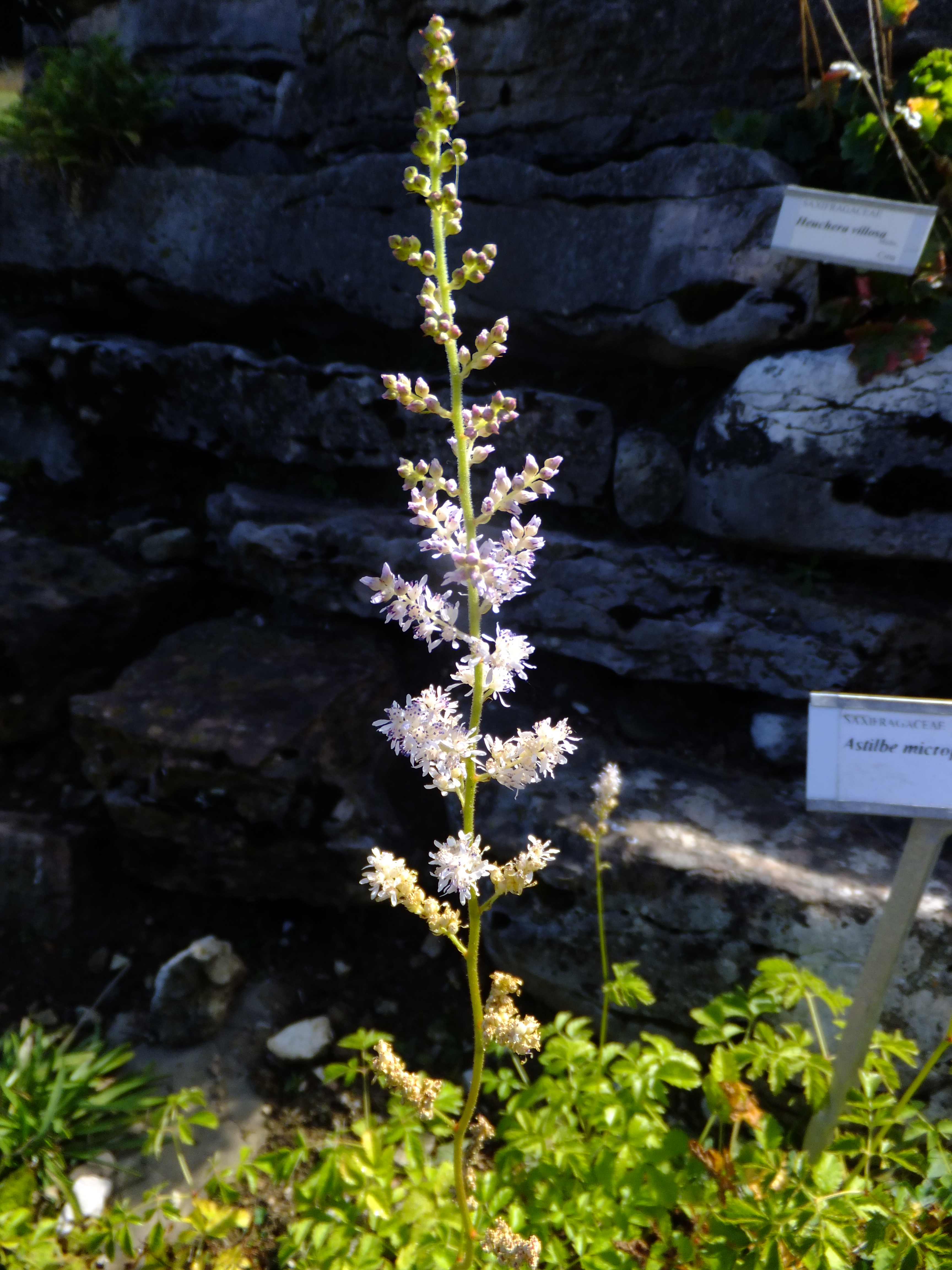

## Habitat
Japan.